# Éric Macé
Pour les articles homonymes, voir Macé.
Éric Macé, né le 7 mars 1964, est un sociologue français.
Professeur des universités, il est membre du Centre Émile-Durkheim - science politique et sociologie comparatives (UMR 5116) et enseignant à la faculté de sociologie de l'université de Bordeaux. Il a dirigé entre 2019 et 2021 le département de recherche CHANGES - Sciences sociales des changements contemporains, qui associe 11 unités de recherche en SHS sur le site de Bordeaux. Entre 2022 et 2024, il a été vice-président de l'Université de Bordeaux chargé des transitions environnementales et sociétales.
Eric Macé développe une sociologie générale des rapports de pouvoir, appliquée notamment aux rapports de pouvoir dans la culture (sphère publique, médiacultures), relatifs au genre et aux ethnicités, et plus récemment aux enjeux de la globalisation des savoirs sociologiques dans un contexte postcolonial ainsi qu'aux enjeux théoriques et aux défis épistémologiques de l'anthropocène.

## Biographie
Docteur en sociologie en 1994 (EHESS), thèse intitulée Sociologie de la télévision, sociologie de l'expérience sous la direction d'Alain Touraine. Habilité à diriger des recherches en 2006, université Paris Descartes, mémoire intitulé Mouvements et contre-mouvements culturels dans la sphère publique et les médiacultures). Après 10 ans d'enseignements à l'UFR Communication de l'université Sorbonne Nouvelle - Paris 3 (1998-2008), il est depuis 2008 professeur de sociologie à l'Université de Bordeaux et chercheur au Centre Emile Durkheim (UMR 5116).
La sociologie des rapports de pouvoir s’intéresse à la manière dont les acteurs configurent conflictuellement les cadres, les catégories, les identités  et les problèmes constitutifs d’une définition disputée du réel. Au contraire  d’une sociologie de la domination qui suppose une objectivité surplombante des  rapports sociaux et des rationalités impersonnelles, la sociologie du pouvoir  décrit comment le pouvoir s’exerce et comment cet exercice relationnel est  vulnérable, faisant des individus et des groupes des acteurs plutôt que des  agents ou des victimes.
Après une série de travaux portant sur les dynamiques des rapports de  pouvoir jusque dans les médiacultures et au sein de la sphère publique, ses  recherches portent dorénavant sur trois thématiques relatives aux rapports sociaux mondialisés :
- Globalisation des savoirs sociologiques en contexte transnational postcolonial : c'est l'objet du projet et du réseau Toward a Non-Hegemonic World Sociology, animé avec Stéphane Dufoix (professeur de sociologie à l'Université Paris Ouest Nanterre), qui organise depuis 2017 un séminaire de recherche au Collège d'Etudes Mondiales de la Fondation Maison des Sciences de l'Homme (Paris) et qui anime un réseau international de sociologues du Nord, du Sud et de l'Est. 
- sociologie comparative internationale des arrangements de genre : dans  le prolongements des recherches portant sur la racialisation du sexisme, sur la  question transgenre, sur les stéréotypes de genre et sur le genre comme rapport social de pouvoir, et dans le prolongement du  raisonnement proposé dans l’ouvrage L'après-patriarcat, (Seuil, 2015), il s’agit de décrire et de comparer les arrangements de genre propre  à chaque société nationale contemporaine en fonction des historicités spécifiques au sein des métropoles coloniales et des sociétés postcoloniales. Il s'agit de montrer, en comparant sans hiérarchiser, qu'il existe une crise généralisée du patriarcat partout dans le monde, soit en raison des contradictions internes propres à l'après-patriarcat dans les sociétés égalitaristes, soit en raison des contradictions internes au « marché patriarcal » dans les sociétés différentialistes et hiérarchisées du point de vue du genre.
- sociologie augmentée dans l'anthropocène : la notion d'anthropocène permet de donner corps au concept de "seconde modernité" en tant que ce moment historique est la conséquence du développement d'une première modernité occidentalocentrique, coloniale et extractiviste. Les "effets en retour" environnementaux et en termes d'inégalités mondialisées qui définissent cette seconde modernité obligent les sciences sociales à devoir penser à nouveaux frais les notions d'interdépendances et de solidarités jusqu'alors classiquement limitées à une « société » réduite à l'espace interne des Etats-Nations occidentaux et aux seuls humains. D'où la proposition d'une « sociologie augmentée » qui puisse permette à cette science sociale issue de la première modernité de dépasser ses apories classiques et de penser de façon élargie les rapports sociaux à tous les niveaux d'échelle de l'anthropocène.

## Réception critique
En 2004, il publie avec la sociologue Nacira Guénif-Souilamas un livre intitulé Les féministes et le garçon arabe. 
Pour la sociologue Sylvie Tissot, les auteurs  présentent les analyses pour interpréter « des comportements - le port du voile et le machisme des garçons issus de l’immigration post-coloniale -, qu’il ne s’agit pas de nier mais, comme tout fait social, d’expliquer ». Un avis positif partagé par le sociologue Bernard Bier qui considère cette étude « d’un grand intérêt et qui ne devrait pas passer inaperçue, tant par la densité des analyses que par leur manière de prendre à rebrousse-poil nombre de discours communs et travaux de recherche ».
Beaucoup plus critique, la sociologue Liliane Kandel estime que l'ouvrage « est consternant, tant du point de vue sociologique que du point de vue féministe ». Elle déplore également que « ses analyses, ses « oublis », et ses confusions (volontaires ou non) sont partagés aujourd’hui par bon nombre de militants altermondialistes, anti-racistes et, même, par quelques... féministes ». Pour Caroline Fourest, « ce condensé de sociologie approximative et victimaire a réussi l'incroyable exploit théorique de présenter le féminisme égalitariste et laïque comme le faux-nez du racisme post-colonial stigmatisant le « garçon arabe »,  tandis que les filles voilées seraient... l'avant garde de la modernité. »
La sociologue Josette Trat juge de même qu'il « revient aux féministes de ne pas renoncer à leurs critiques ni à leurs combats sous le prétexte que cela alimenterait le stéréotype du garçon « arabe, musulman, terroriste et violeur » c'est l'« idée sous-jacente dans le petit livre polémique de Nacira Guénif-Souilamas et Eric Macé, Les Féministes et le garçon arabe, éditions de l’Aube, 2004. On croirait entendre certains militants politiques des années soixante-dix selon lesquels il n’était pas légitime de dénoncer des violeurs quand ils étaient immigrés sous le prétexte qu’on donnait une mauvaise image des travailleurs immigrés propre à encourager la répression. »

## Publications
- Violence en France, avec Michel Wieviorka et al., Paris, Seuil, 1999.
- Médias et violences urbaines. Débats politiques et construction journalistique, avec Angelina Peralva, Paris, La Documentation Française, 2002.
- Les Féministes et le Garçon arabe, avec Nacira Guénif-Souilamas, La Tour d'Aigues, Éditions de l'Aube, 2004.
- Penser les médiacultures, avec Éric Maigret, Paris, Armand Colin, coll. Médiacultures, 2005.
- La Société et son double. Une journée ordinaire de télévision, Paris, Armand Colin, 2006.
- Les Imaginaires médiatiques. Une sociologie postcritique des médias, Paris, éditions Amsterdam, 2006.
- avec Éric Maigret et Mark Alizart, Stuart Hall, Paris, Éditions Amsterdam, 2007.
- Introduction à la nouvelle édition de l'Esprit du temps d'Edgar Morin, Paris, Armand Colin, 2008.
- Les Cultural Studies, une anthologie, avec Hervé Glévarec et Éric Maigret, Paris, Armand Colin, 2008.
- Ce que les normes de genre font aux corps / ce que les corps trans font aux normes de genre, 2010.
- Les pères dans la publicité - Une analyse des stéréotypes à l'œuvre, étude réalisée au sein de l'ORSE, en collaboration avec BETC Euro RSCG[7],[8]
- avec F. Dubet, O. Cousin, S. Rui, Pourquoi moi ? L'expérience des discriminations, Paris, Seuil, 2013.
- « La fiction télévisuelle française au  miroir de The Wire : monstration des minorités, évitement des  ethnicités », Réseaux, n°181, 2013.
- « Paradigme du pouvoir vs paradigme de  la domination », dans Oulc'hen Hervé (dir.), Les usages  de Michel Foucault, PUF, Paris, 2014.
- (avec Sandrine Rui), « Avoir 20 ans et ‘faire  avec’ le genre. Call of Duty et Desperate Housewives, métaphores de  l’asymétrie », dans Octobre Sylvie (dir.), Le genre et la culture, Paris, La documentation française, 2014.
- L’après-patriarcat, Paris, Seuil, 2015 (traduction en arabe en 2018).
- « Des cadres de guerre vulnérables ? La série Homeland, une heuristique critique de la ‘guerre au terrorisme’ », Réseaux, n°199, 79-105, 2016.
- « Théoriser l’après-patriarcat : de l’historicité des arrangements de genre », Travail, Genre et Sociétés, 38, 177-181, 2017.
- avec Karami Ghani Mohammad Taghi, et Khazaei Tahereh, « La construction d’une féminité islamique idéale par le discours chiites orthodoxes en Iran : les dilemmes d’un encadrement orthodoxe de la modernisation », Les Cahiers du genre, 63, 2, 167-186, 2017.
- « From patriarchy to composite gender arrangements? Theorizing the historicity of social relations of gender », Social Politics, 15 (3) : 317-336, 2018.
- avec Stéphane Dufoix, « Les enjeux d’une sociologie mondiale non-hégémonique », Zilsel, 4, 85-115, 2019.
- Après la société. Manuel de sociologie augmentée, Lormont, Le Bord de l'eau, 2020.
- « The Anthropocene Turning Point: A New Historicity of Social Relations ». Inter Faculty, 2020, Vol. 10, 43–52. https://journal.hass.tsukuba.ac.jp/interfaculty/article/view/148